# Glomeridesmus jenkinsi
Glomeridesmus jenkinsi är en mångfotingart som beskrevs av Loomis 1936. Glomeridesmus jenkinsi ingår i släktet Glomeridesmus och familjen Glomeridesmidae. Inga underarter finns listade i Catalogue of Life.